# 포르투나의 눈동자
《포르투나의 눈동자》(일본어: フォルトゥナの瞳, 영어: Fortuna's Eye)는 2019년 2월에 개봉한 일본의 로맨스, 판타지 영화이다.
 미키 타카히로가 감독을 사카구치 리코와 햐쿠타 나오키가 각본을 맡았다.
 일본은 2019년 2월 15일에 베트남은 2019년 7월 12일에 개봉되었다.

## 줄거리
키야마 신이치로는 어릴적 겪은 비행기 사고 이후 일에만 몰두하는

삶을 살아가던 어느날 자신이 포르투나의 눈동자를 가졌다는 사실을

우연히 알게 되고 이에 대한 고뇌로 하루하루를 지내던 중에

키류 아오이라는 밝고 따뜻한 사람을 만나게 되지만

죽음이 가까워진 사람이 투명하게 보이는 자신의 눈동자로

인해 키류 아오이가 죽음이 가까워졌다는 것을 알게 되는데...

## 출연진

### 주연
- 카미키 류노스케 - 키야마 신이치로 역
- 아리무라 카스미 - 키류 아오이 역

### 조연
- 키타무라 유키야 - 쿠로카와 타케오 역
- 마츠이 아이리 - 우에마츠 마리코 역
- 다이고 - 우츠이 카즈유키 역
- 시손 쥰 - 카네다 타이키 역
- 사이토 유키 - 엔도 미츠코 역
- 도키토 사부로 - 엔도 테츠야 역